# Бледсоу (окръг, Тенеси)
Окръг Бледсоу (на английски: Bledsoe County) е окръг в щата Тенеси, Съединени американски щати. Площта му е 1054 km², а населението – 12 367 души (2000). Административен център е град Пайквил.